# Dogecoin
El Dogecoin (codi: DOGE, símbol: Ð i D) és una criptomoneda derivada de Litecoin i creada pels enginyers de software Billy Markus i Jackson Palmer. El Dogecoin utilitza com a mascota un gos Shiba inu del mem d'Internet «Doge».
Va ser presentada el desembre de 2013 com una sàtira sobre el bitcoin i ràpidament va desenvolupar la seva pròpia comunitat en línia. El 17 d'abril de 2021, tots els dogecoins en circulació tenien un valor de gairebé 50.000 milions de dòlars.
Dogecoin és una moneda alternativa amb una gran base d'usuaris que comercia amb monedes fiduciàries i altres criptomonedes en diversos intercanvis de criptomonedes i plataformes d'inversió minorista de bona reputació. L'intercanvi d'articles físics i tangibles a canvi de DOGE es duu a terme en comunitats en línia com Reddit i Twitter, on els usuaris dels cercles sovint comparteixen informació relacionada amb criptomonedes. Una de les principals aplicacions comercials de la criptomoneda han estat els sistemes de propines a Internet, en què els usuaris de les xarxes socials donen propines a altres usuaris per proporcionar contingut interessant o digne de menció.